# 1031
Évszázadok: 10. század – 11. század – 12. század
Évtizedek: 980-as évek – 990-es évek – 1000-es évek – 1010-es évek – 1020-as évek – 1030-as évek – 1040-es évek – 1050-es évek – 1060-as évek – 1070-es évek – 1080-as évek
Évek: 1026 – 1027 – 1028 – 1029 –  1030 – 1031 – 1032 – 1033 – 1034 – 1035 – 1036

## Események

### Határozott dátumú események
- szeptember 2. – Vadászbaleset következtében meghal Imre herceg, I. István király egyetlen fia és kijelölt örököse. (Ezzel István dinasztia alapítási reményei elszállnak. Félelmében, hogy utána pogány uralkodó következik unokaöccsét az 1027-óta udvarában élő Orseolo Pétert szemeli ki utódjául és testőrségének parancsnokává teszi meg.)

### Határozatlan dátumú események
- A Córdobai Kalifátus összeomlása.[1]
- A bizánci sereg elfoglalja Edesszát.
- tavasz – III. Henrik felszentelt német király – apja, II. Konrád nevében – békét köt I. (Szent) István királlyal. (Ennek értelmében a birodalom elismeri a Magyar Királyság szuverenitását, továbbá területének a Lajta és Fischa folyók közére, valamint a Morva folyó jobb partjára való kiterjedését.)
- I. (Szent) István és Gizella királyné miseruhát adományoz a székesfehérvári prépostságnak.

## Születések
- III. Malcolm skót király († 1093).
- Matilda flandriai hercegnő († 1083).

## Halálozások
- szeptember 2. – Szent Imre herceg, I. István magyar király fia.
- július 20. – II. Róbert francia király (* 972).